# Corlăteni (Botoșani)
Corlăteni é uma comuna romena localizada no distrito de Botoşani, na região de Moldávia. A comuna possui uma área de 50.67 km² e sua população era de 2443 habitantes segundo o censo de 2007.